# Felipe Scarpone
Felipe Scarpone fue un futbolista y director técnico argentino. Se desempeñaba como arquero  De origen italiano, en matrimonio en primeras nupcias con Pilar Romero. Del matrimonio, nacen tres hijos Coca Scarponi, Cacho Scarponi y Edith Scarponi. Sus padres, fueron fundadores del Banco Italia y Río de la Plata.

## Trayectoria
Scarpone jugó en Gimnasia y Esgrima La Plata y formó parte del plantel que realizó una gira europea en la década del '30.
Fue técnico de Gimnasia entre 1944 y 1947 logrando el ascenso a primera división en 1944.  

## Selección nacional
Fue arquero de la selección argentina en el partido del 31 de agosto de 1924 en el que Argentina le ganó de visitante a Uruguay por 3:2. Faltando dos minutos para el cierre del partido el arquero le contuvo un penal al jugador Pascual Routta.
- Datos: Q5858427
- Multimedia: Felipe Scarpone / Q5858427